# Кабрера, Лизетт
Лизетт Фейт Кабрера (англ. Lizette Faith Cabrera; род. 19 декабря 1997, Таунсвилл, Квинсленд) — австралийская теннисистка. Четвертьфиналистка одного турнира Большого шлема в смешанном парном разряде (Открытый чемпионат Австралии-2023); победительница тринадцати турниров ITF (из них 7 — в одиночном разряде).
Четвертьфиналистка одного юниорского турнира Большого шлема в парном разряде (Открытый чемпионат Австралии-2014); бывшая 64-я ракетка мира в юниорском рейтинге ITF (2013).

## Общая информация
Лизетт Кабрера родилась 19 декабря 1997 года в Таунсвилле, штат Квинсленд, в Австрали. Оба её родителя Ронни и Мария с Филиппин, и оба работают на скотобойне, чтобы финансово поддерживать её карьеру. У неё есть сестра Изабо и брат Карл.
Она выросла в Таунсвилле со своими родителями, а затем переехала в Брисбен, чтобы тренироваться в Национальной академии тенниса.

## Спортивная карьера
В 2016—2023 годах стала победительницей семи турниров ITF в одиночном разряде.
И в 2016—2024 годах стала победительницей ещё шести турниров ITF в парном разряде.

### 2023
В январе 2023 года получив wild-card она стала четвертьфиналисткой в смешанном парном разряде Открытого чемпионата Австралии вместе с соотечественником Джон-Патриком Смитом, где они в четвертьфинале проиграли бразильской паре Луизе Стефани и Рафаэлю Матосу со счётом 3-6, 4-6.
Она также получив wild-card участвовала в парном разряде этого турнира вместе со своей соотечественницей Александрой Божович, где они в первом круге проиграли Надежде Киченок и Кимберли Циммерман со счётом 4-6, 3-6.

### 2025
В середине январе 2025 года получив wild-card она участвовала в парном разряде Открытого чемпионата Австралии вместе со своей соотечественницей Тайлой Престон, где они в первом круге проиграли Александре Пановой и Го Ханьюй со счётом 4-6, 6-7(4).

## Итоговое место в рейтинге WTA по годам
| Год  | Одиночный рейтинг | Парный рейтинг |
| 2024 | 428               | 275            |
| 2023 | 281               | 682            |
| 2022 | 296               | 173            |
| 2021 | 172               | 200            |
| 2020 | 140               | 228            |
| 2019 | 131               | 249            |
| 2018 | 230               | 169            |
| 2017 | 135               | 279            |
| 2016 | 257               | 280            |
| 2015 | 1062              | 885            |
| 2014 | 1244              | 946            |
| 2013 | —                 | —              |
| 2012 | 795               | 819            |